# 阿拉伯通史
《阿拉伯通史》（英語：History of the Arabs）由美国普林斯顿大学闪米特语文学教授和东语系主任菲利普·希提所著，是一本有关阿拉伯人历史的书籍，全书分6编，共52章。1937年成书，后经多次修订重版，至1970年为止。现有马坚的中译本。